# Luigino Cossu
Luigino Cossu (Trinità d'Agultu, 1898 – Oschiri, 1972) è stato un cantante italiano, esponente del canto sardo a chitarra, della prima generazione.
Luigino Cossu esordisce all'età di 20 anni a Tempio Pausania. 
Nel 1929 insieme al chitarrista Ignazio Secchi ed ai colleghi Pietro Porqueddu e Antonio Desole incise un 78 giri per la casa discografica La voce del padrone a Milano.